# Jaylen Martin
Jaylen Amir Martin (Quincy, Florida; 28 de enero de 2004) es un baloncestista estadounidense que actualmente se encuentra sin equipo. Con 1,96 metros de estatura, juega en la posición de alero.

## Trayectoria deportiva

### Primeros años
Martin jugó al baloncesto en la escuela secundaria en el Florida State University High School en Tallahassee, Florida, bajo la dirección del entrenador Charlie Ward, un exjugador de la NBA. Al terminar la secundaria, fue uno de los jugadores más codiciados de 2022. Fue clasificado como un recluta de 4 estrellas por los servicios de reclutamiento de ESPN y 247Sports.
A pesar de recibir ofertas universitarias de Florida, Georgia, Georgetown, Wake Forest, Cincinnati, Texas Tech y Ole Miss, se comprometió a jugar profesionalmente en la liga Overtime Elite, una competición para jugadores entre 16 y 20 años.

### Profesional
Jugó dos temporadas con el YNG Dreamerz de la Overtime Elite league, siendo elegido en la segunda como el jugador más mejorado de la competición, tras pasar de 6,9 puntos y 2,5 rebotes por partido en la primera, a 12,4 puntos y 5,2 rebotes en la segunda.
Tras no ser seleccionado en el draft de la NBA de 2023, el 3 de julio firmó un contrato dual con los New York Knicks, pero fue despedido el 18 de octubre. El 9 de noviembre se anunció que formaba parte de su filial en la G League, los Westchester Knicks, y el 27 del mismo mes firmó un nuevo contrato dual con los Knicks, aunque fue nuevamente cortado sin debutar, regresando al filial. Acabó promediando 15,0 puntos y 4,4 rebotes por partido.
El 21 de febrero de 2024 firmó un contrato dual con los Brooklyn Nets, pero no llegó a debutar con el primer equipo hasta la temporada siguiente, el 27 de octubre, logrando tres puntos en la victoria ante Milwaukee Bucks. Fue despedido el 1 de enero de 2025.
El 8 de febrero de 2025 firmó un contrato dual con los Washington Wizards.

## Estadísticas de su carrera en la NBA

### Temporada regular
| Año     | Equipo     | PJ | PT | MPP  | %TC  | %3P   | %TL  | RPP | APP | ROB | TPP | PPP |
| ------- | ---------- | -- | -- | ---- | ---- | ----- | ---- | --- | --- | --- | --- | --- |
| 2024-25 | Brooklyn   | 3  | 0  | 1.6  | .500 | 1.000 | —    | .0  | .0  | .0  | .0  | 1.0 |
| 2024-25 | Washington | 13 | 0  | 18.0 | .417 | .273  | .900 | 3.4 | 1.3 | .7  | .0  | 5.8 |
| Total   | Total      | 16 | 0  | 14.9 | .419 | .304  | .900 | 2.8 | 1.1 | .6  | .0  | 4.9 |